# Ceremonia del café

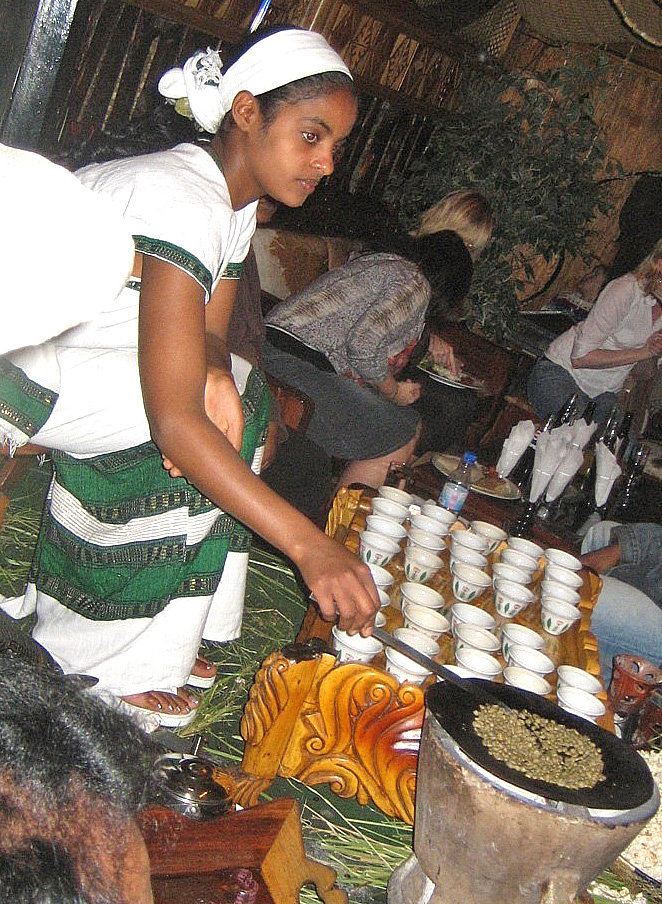
Una mujer etíope tostando café en una ceremonia tradicional.

La ceremonia de café (en amhárico ቡና ማፍላት) es una forma ritualizada de preparación y degustación del café. La ceremonia del café es uno de los elementos notorios de la cultura etíope y eritrea. El café se ofrece a menudo a los invitados, se sirve en una fiesta o se consume a diario. Si el anfitrión rechaza el café, se  le puede servir té (shai).

## Preparación

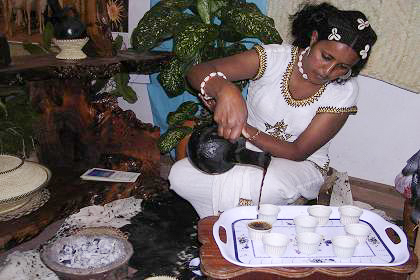
Una mujer eritrea sirviendo café de una jebena.

La ceremonia, considerada un honor, suele ser conducida por el ama de casa.
Los granos de café primero se lavan, clasifican y luego se tuestan en una cacerola, se colocan en el fuego, justo antes de ser aplastados en un mortero de madera y tamizados varias veces. Luego se vierte el café en un recipiente, la jebena, que contiene agua, se lleva a ebullición en una estufa de carbón y permanece allí hasta que sale humo de su pico. Luego se retira la jebena del fuego y se coloca encima de la maskamatcha, un pequeño círculo que la mantiene en su lugar. Además, la crin de caballo se coloca en el pico del vertedor para filtrar la bebida mientras se sirve.

## Servicio

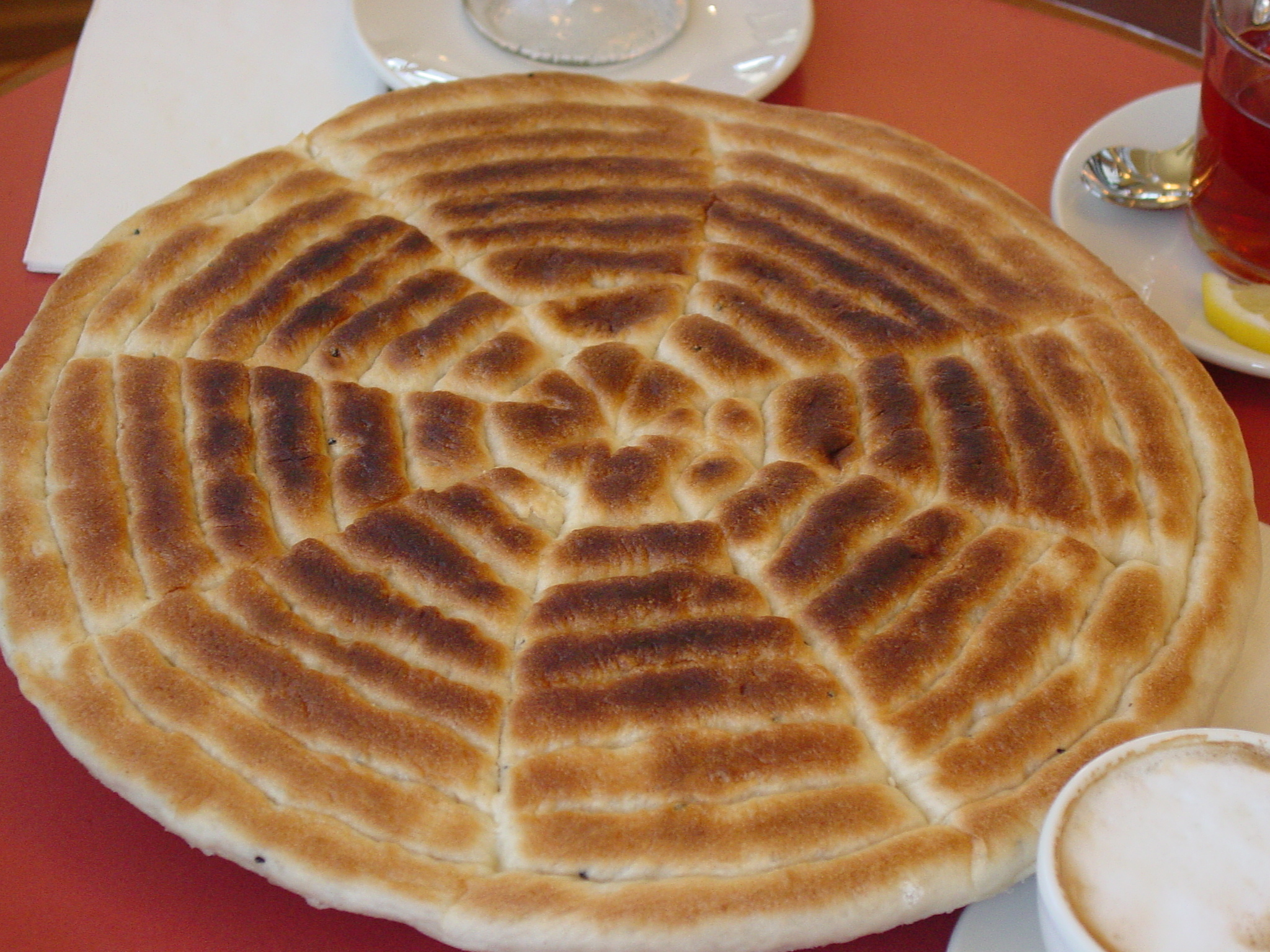
Un ambasha a veces se sirve con el café durante la ceremonia.

El anfitrión sirve el café a todos los invitados inclinando la jebena, unos treinta centímetros por encima de una bandeja con pequeñas tazas sin asas. El café que sale es negro y muy amargo. Normalmente se puede añadir una gran cucharada de azúcar. 2 También se puede añadir sal o mantequilla (niter kibbeh) en las zonas rurales, así como especias como clavo, canela, jengibre o cardamomo.
El café molido se prepara tres veces por superstición, porque según se dice trae buena suerte:
- la primera infusión se llama awel en idioma tigriña (o arbol). Se supone que es el más fuerte y el mejor. Es ligero pero rico en sabor, con un sabor terroso y aceitoso.
- la segunda se llama kale (o tona), se hace con el resto de los granos utilizados para la primera y por lo tanto es ligeramente menos fuerte.
- la tercera se llama baraka (o bereka), es la que se toma antes de dejar la mesa.

La ceremonia del café también puede incluir la quema de varios inciensos. Durante la ceremonia se puede ofrecer una pequeña colación de granos tostados de cebada, de maíz, cacahuetes, palomitas de maíz o himbasha (pan tradicional).